# Magnistipula butayei
Magnistipula butayei là một loài thực vật có hoa trong họ Cám. Loài này được De Wild. mô tả khoa học đầu tiên năm 1908.